# Joé Dwèt Filé
Joé Dwèt Filé, nom de scène de Joé Gilles, est un chanteur, auteur-compositeur-interprète et ingénieur du son franco-haïtien, né le 12 mars 1995 à Montreuil.

## Biographie

### Jeunesse et début
Originaire d'Haïti, Gilles naît le 12 mars 1995 à Montreuil en Seine-Saint-Denis, il est impliqué dans la musique dès son plus jeune âge à travers son église, le gospel konpa. Il se tourne ensuite vers la chanson avec des chansons d'influence afro-caribéenne, principalement des chansons du konpa, afro. Il participe également à des tubes comme Que toi de Stony et Un mot d'Axel Tony et Mama hé de Vegedream.
Il forme son propre groupe Lespada qui gagne en popularité sur YouTube, l'encourageant à sortir une mixtape avec eux, suivie d'un album studio de 15 titres À deux le 29 mars 2019. Il s'engage aussi dans une tournée qui inclut la France, la Belgique, la Suisse, les États-Unis et à l'Olympia à Montréal. Il se produit également à La Cigale à Paris. Il sort les singles À deux en 2019, Egoïste avec Singuila et Tu me mens en 2020. Le 18 avril 2020, il sort son EP EIRA. Son single Jolie madame en collaboration avec Ronisia lui a valu son plus gros hit sur le Top Singles du SNEP.

### Album: Calypso (2021)
Le 4 juin 2021, il sort Calypso, son deuxième album en collaboration avec Ronisia, Naza, Fally Ipupa et Bolémvn. Il sort une Winter Edition l'année suivante avec le single Fem voyé qui fera un tour du monde.  

### Album: Daddy (2023)
En 2023, il sort l'album Daddy 9 avec de nombreux chanteurs tel que Tiakola (Délire), Dadju (Molo), Tayron Kwidan's (Doudou) et Mirella (Bénis-moi).

## Discographie

### Singles
- 2016 : Dim so'w vlé (feat. Curtis Kane)
- 2016 : Le Misérable (Remix Gouyad) (feat. Curtis Kane & Minitooks)
- 2018 : #TPM
- 2018 : On aurait dû essayer
- 2018 : Mon flow
- 2018 : T'as joué avec moi
- 2018 : Absence
- 2019 : Impossible
- 2019 : Confiance
- 2019 : Karma
- 2019 : À deux
- 2019 : Tu aurais dû en parler
- 2020 : Désolé
- 2020 : Tu me mens
- 2020 : Aliyah
- 2020 : Egoïste (feat. Singuila)
- 2020 : J'ai pas changé
- 2020 : La même chose
- 2021 : Bien plus fort (feat. Ya Levis)
- 2021 : Jolie madame (feat. Ronisia)
- 2021 : Oui
- 2021 : C'est toi
- 2022 : Baby Girl (feat. Leto)
- 2022 : J'attends
- 2022 : Mont Blanc
- 2022 : Gaga (feat. MHD)
- 2022 : Sans compter
- 2024 : 4 Kampé

### Apparitions
- 2019 : Vegedream feat. Joé Dwèt Filé - Instagram (sur l'album Ategban)
- 2019 : Joé Dwèt Filé feat. Franglish - Dernière chance (sur la compilation Game Over Volume 2)
- 2020 : KPoint feat. Joé Dwèt Filé - Corps à corps (sur l'album NDRX)
- 2020 : Dadju - Va dire à ton ex (composé par Joé Dwèt Filé) (sur l'album Poison ou Antidote - Édition Miel Book)
- 2021 : DJ Erise & Joé Dwèt Filé - Près de toi
- 2021 : KeBlack feat. Joé Dwèt Filé - Billets mauves Remix
- 2022 : Awa Imani feat. Joé Dwèt Filé - Jamais (sur l'album Poupée)
- 2023 : Sensey' feat. Joé Dwèt Filé - Honey damoiseau
- 2025 : Aya Nakamura feat. Joé Dwèt Filé - Baddies Or

## Classements et certifications

### Albums studios
| Année | Titre   | Meilleure position | Meilleure position | Certifications | Ventes   |
| Année | Titre   | FRA                | BEL (Wa)           | Certifications | Ventes   |
| ----- | ------- | ------------------ | ------------------ | -------------- | -------- |
| 2019  | À deux  | 15                 | 38                 | (SNEP) : Or    | : 50 000 |
| 2021  | Calypso | 4                  | 37                 | (SNEP) : Or    | : 50 000 |
| 2023  | Daddy 9 | 3                  | 70                 |                |          |

### Mixtape et EP
| Année | Titre  | Meilleure position | Meilleure position |
| Année | Titre  | FRA                | BEL (Wa)           |
| ----- | ------ | ------------------ | ------------------ |
| 2018  | #ESOLF | 47                 | 92                 |
| 2020  | EIRA   | 39                 | 66                 |

## Distinctions
| Année | Prix         | Catégorie                   | Travail nommé | Résultat   | Réf    |
| ----- | ------------ | --------------------------- | ------------- | ---------- | ------ |
| 2025  | Trace Awards | Meilleur artiste – Europe   | Lui-même      | Lauréat    | [ 19 ] |
| 2025  | BET Awards   | Best International Act (en) | Lui-même      | Nomination | [ 20 ] |